# Regeringen Kallio I
Regeringen Kallio I var det självständiga Finlands nionde regering bestående av Agrarförbundet och Framstegspartiet. Regeringen var en centerpolitisk minoritetsregering dit även partipolitiskt obundna ministrar ingick. Statsminister Kyösti Kallio var även försvarsminister en kort tid under sommaren 1923. Ministären regerade från 14 november 1922 till 18 januari 1924. 
Regeringens politik var starkt antikommunistisk. Kommunisterna misstänktes för landsförrädisk verksamhet och Kallio drev en hård linje mot dessa. Finlands socialistiska arbetarparti, som bestod av kommunister och vänstersocialister, upplöstes av myndigheterna år 1923. En av Kallios främsta bedrifter var jordreformen som motsattes av den politiska högern. 1922 års lag om anskaffandet av jord för kolonisationsändamål blev populärt känd som Lex Kallio. Lagen är en av de mest kända lagarna i Finlands historia efter självständigheten. Lagtextens kolonisation handlade om tvångsinlösen av enskild jord åt obesuttna.
| Minister                                                                 | Ämbetsperiod                                                                               | Parti                              |
| ------------------------------------------------------------------------ | ------------------------------------------------------------------------------------------ | ---------------------------------- |
| Statsminister Kyösti Kallio                                              | 14 november 1922–18 januari 1924                                                           | Agrarförbundet                     |
| Utrikesminister J.H. Vennola                                             | 14 november 1922–18 januari 1924                                                           | Framstegspartiet                   |
| Justitieminister Otto Åkesson Elias Sopanen                              | 14 november 1922–21 december 1923 21 december 1923–18 januari 1924                         | Agrarförbundet Framstegspartiet    |
| Inrikesminister Vilkku Joukahainen                                       | 14 november 1922–18 januari 1924                                                           | Agrarförbundet                     |
| Försvarsminister Bruno Jalander Kyösti Kallio Vilho Nenonen              | 14 november 1922–22 juni 1923 22 juni 1923–16 augusti 1923 16 augusti 1923–18 januari 1924 | opolitisk Agrarförbundet opolitisk |
| Finansminister Risto Ryti                                                | 14 november 1922–18 januari 1924                                                           | Framstegspartiet                   |
| Undervisningsminister Niilo Liakka                                       | 14 november 1922–18 januari 1924                                                           | Agrarförbundet                     |
| Jordbruksminister J.E. Sunila                                            | 14 november 1922–18 januari 1924                                                           | Agrarförbundet                     |
| Biträdande jordbruksminister Juho Niukkanen                              | 14 november 1922–18 januari 1924                                                           | Agrarförbundet                     |
| Minister för kommunikationsväsendet och allmänna arbetena Erkki Pullinen | 14 november 1922–18 januari 1924                                                           | Framstegspartiet                   |
| Handels- och industriminister Aukusti Aho                                | 30 november 1922–18 januari 1924                                                           | opolitisk                          |
| Socialminister Oskari Mantere                                            | 14 november 1922–18 januari 1924                                                           | Framstegspartiet                   |

## Fotnoter
1. ↑  Kyösti Kallio. Nationalencyklopedin. Läst 22 juli 2011.
2. ↑  FFCs Historia: Arbetarrörelsens tudelning Arkiverad 3 augusti 2020 hämtat från the Wayback Machine.. FFC. Läst 22 juli 2011. ( PDF) Sid.19
3. ↑  Jordägoförhållanden och jordreformer i Uppslagsverket Finland. Nykarlebyvyer. Läst 22 juli 2011.
4. ↑  Kallio, Kyösti. Finlands nationalbiografi (engelska)
5. ↑  Kallio, Kyösti Arkiverad 6 januari 2014 hämtat från the Wayback Machine.. Uppslagsverket Finland. Läst 22 juli 2011.
6. ↑  9. Kallio Arkiverad 23 augusti 2017 hämtat från the Wayback Machine. Statsrådet